# معالم من سلطنة عمان

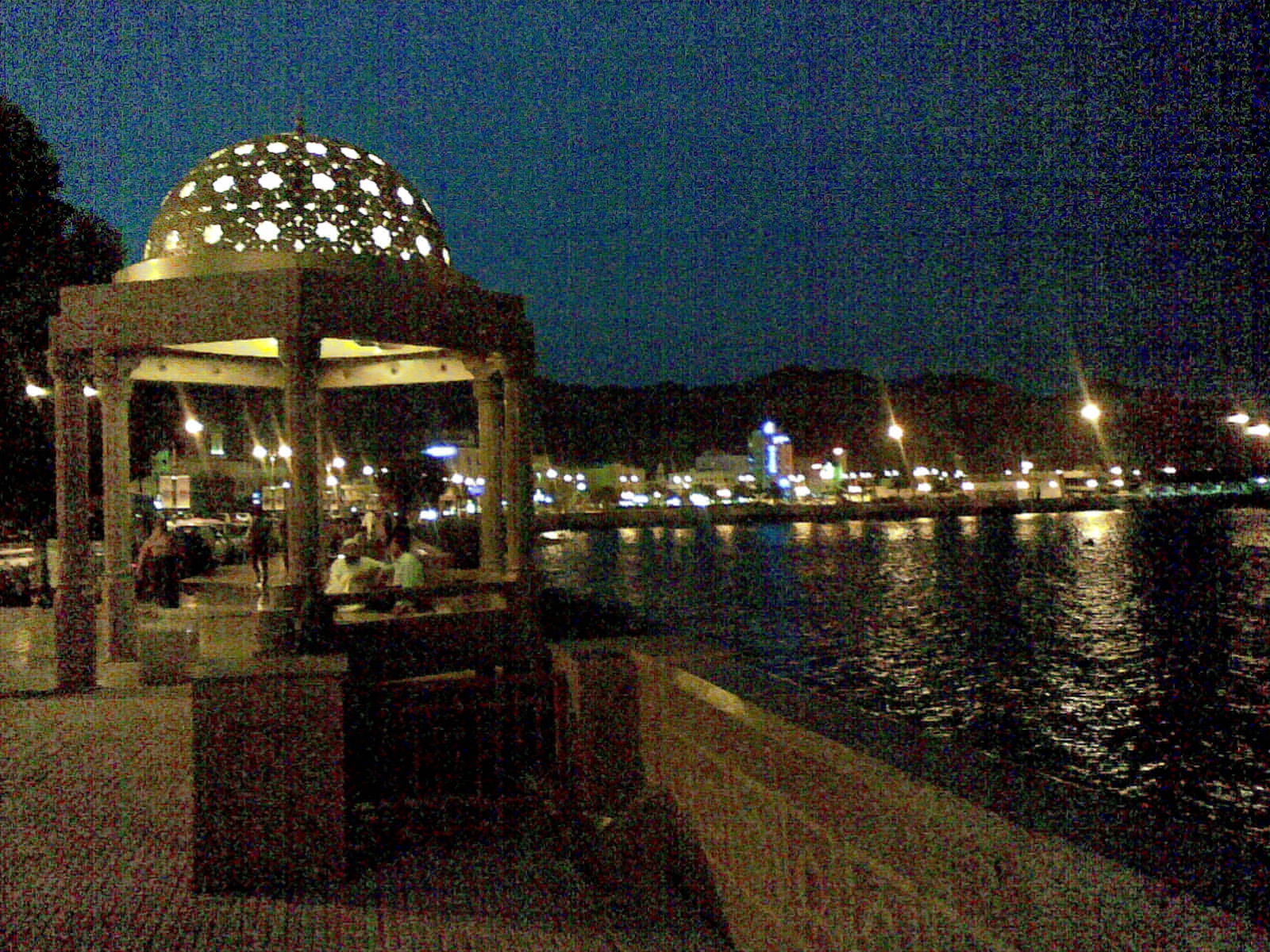
جمال الشاطئ يمتزج بمتعة التسوق في مطرح

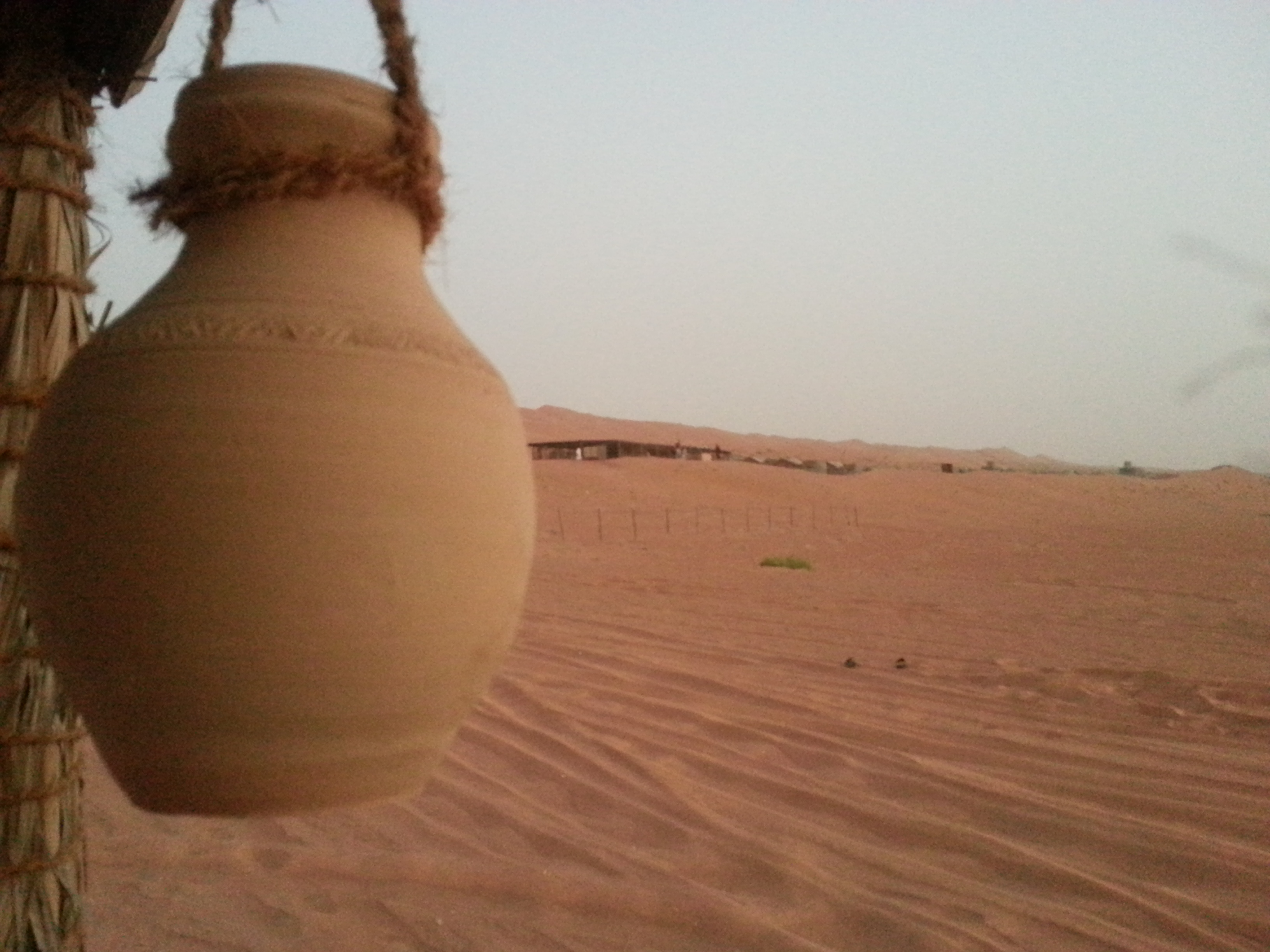
الصحراء العمانية تمتاز بجوها البديع في الشتاء

معالم من سلطنة عمان؛ تتميز سلطنة عمان بمعالم حضاريةٍ وثقافيةٍ ضاربةِ القدم، ومعالمَ أخرى حديثةٍ شاهدةٍ على النهضة الاقتصادية والاجتماعية والثقافية التي شهدتها سلطنة عمان بقيادة سلطانها السابق قابوس بن سعيد، وسلطنة عمان دولةٌ تتسمُ بتميز سياحي جميل، تتنوع فيها الطبيعة بين سهول خضراء يانعة وصحاري ذات رمال لامعة، وشواطئ طويلة متلألئة 

## أهم المعالم
من أهم المعالم التي تزخر بها سلطنة عمان:

### دار الأوبرا السلطانية مسقط
دار الأوبرا السلطانية مسقط: تحفة معمارية جميلة ذات طابع معماري عربي، تتميز بجمال المبنى وجمال الموقع المحاذي على أهم الشوارع بالسلطنة، إذ يقصدها آلاف السياح سنويا من المحبين للموسيقى والفن بمختلف أنواعه، ومما يميز الدار أنها توفر أغلب الأذواق الفنية بما فيها الفن الإسلامي، والفلكلور العماني التقليدي، وقد افتتحت  الدار تحت رعاية السلطان قابوس بن سعيد في 12 أكتوبر 2011، وشهد الافتتاح حفلاً فنياً ضخماً حضره السلطان وعدد من كبار المسؤولين في الدولة، وضيوف من الدول الشقيقة والصديقة.

### سوق مطرح
ليس ببعيدٍ عن دار الأوبرا السلطانية يقع واحدٌ من أهم الأسواق الشعبية في الخليج العربي والشرق الأوسط بشكل عام، إذ يقصده عشرات الآلافِ من السياح يوميا خاصة وقت الإجازات والمناسبات والأعياد، وتفوح رائحة اللبان والبخور العماني من بين سكك السوق الذي عُرف سابقا بسوق الظلام لشدة اكتظاظ المحلات وتراصها ببعضها البعض، والسكك الضيقة في نواحي السوق والنقش والقبب التي تعلو المحلات التجارية التقليدية. إلا أن السوق لم يعد مظلما، ولم تعد الحرارة تنهش الزائر للسوق بفضل التحسينات التي أدخلتها بلدية مسقط للسوق، وجعلت منه سوقاً مكيفاً ومُناراً بأحدثِ أجهزةِ الإنارةِ، ويزينُ أعلاه أجملَ النقوشِ العمانية الإسلامية الجميلة التي تدخل السرور للنفس.
ويقصد أغلب السياح المكان للتبضع من المحلات وشراء هدايا وتحفٍ تقليديةٍ، ومصوغاتٍ يدويةٍ، وحلوياتٍ عمانيةٍ، ومشغولاتٍ فضية ومجوهرات، واللبان العماني المميز.

### قلعة وسوق نزوى التاريخي
تتميز ولاية نزوى وهي إحدى أهم المدن الرئيسية وعاصمة سابقة للسلطنة بقلعتها الجميلة التي يميزها شكلها الدائري وارتفاعها الشاهق، والمحاذية لسوق نزوى التاريخي الضارب في عمق التاريخ والأصالة.
وتعتبر القلعة أحد أهم المعالم في السلطنة، ويعود تاريخ بناءها لأكثر من 350 عام في زمن حكم دولة اليعاربة للبلاد.
ومن الجدير بالذكر أن ولاية نزوى تضم العديد من المعالم التاريخية والطبيعية كالجبل الأخضر والإفلاج التاريخية والعيون المائية.

### جامع السلطان قابوس الأكبر
أحد أكبر الجوامع في الخليج العربي ويتميز بالجمال والنقوش الإسلامية وضخامة المبنى وعدد المنارات المنتشرة فوق الجامع. يقع الجامع في قلب محافظة مسقط وقد أفتتحه السلطان قابوس شخصيا في مايو من العام 2017.
واحتلت سجادته المرتبة الأولى في العالم من حيث المساحة لستة أعوم، والآن تعد ثاني أكبر سجادة في العالم، ويحتوي الجامع أيضا على ثاني أكبر ثريا في العالم. 
يقصد آلالف السياح الجامع يوميا إذ تسمح الزيارة لغير المسلمين شرط التقيد بالتعليمات الميسرة وتغطية جزء من الشعر للفتيات عند الزيارة وفقاً التعاليم الإسلامية الحنيفة.

### القبة الفلكية
تعد القبة الفلكية الأولى في سلطنة عمان، وتقدم عروضاً فلكية تناسب مختلف شرائح المجتمع، كما تتيح لهم فرصة التعرف على الفضاء والفلك بطريقة تفاعلية تقرب الصورة إلى الأذهان، وتوسع مدارك المهتمين بمجالات الفلك وعلومه وتصقل مهاراتهم، كما تقدم عروضاً مميزة وماتعة بتقنية الليزر. 
وتحتوي القبة على شاشة علوية تمتد بقطر يبلغ 11 متراً فوق الزوار، وتتسع لحوالي 60 زائراً.

### مجمع السلطان قابوس للثقافة والترفيه بصلالة
يقع المجمع في صلالة بمحافظة ظفار، وتم إنشاؤه بناء على الأوامر السامية للسلطان الراحل قابوس بن سعيد، بهدف تمكين الشباب واثراء أوقاوتهم عن طريق مممارسة هواياتهم الثقافية والرياضية والترفيهية. كما يعد بيئة مناسبة لعرض أعمال الشباب ومواهبهم.

### وادي شاب

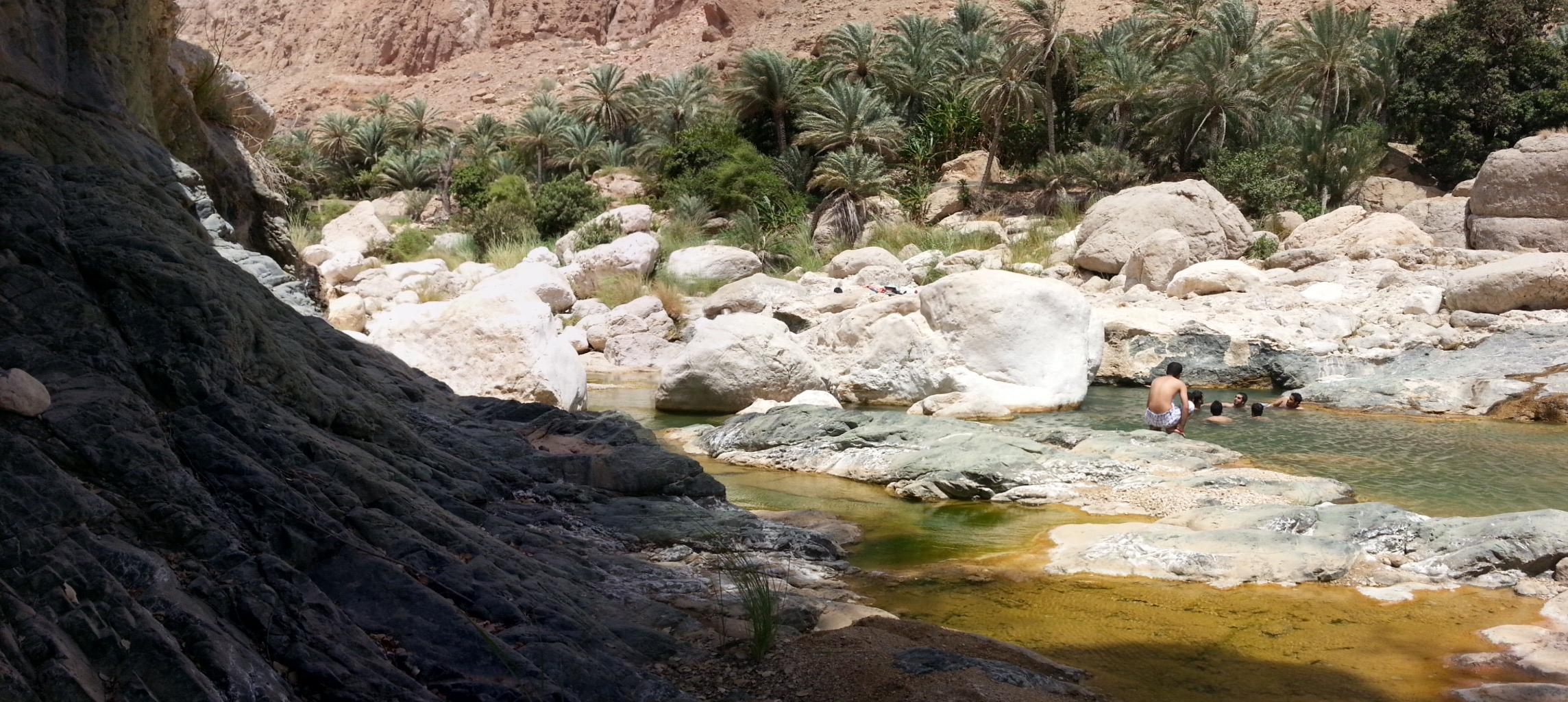
وادي شاب مكان سياحي متميز للسباحة

أحد أكثر الأماكن روعةً وتميزاً وجمالاً في السلطنة، يقصده عشرات الآلاف من السياح سنويا خاصة في وقت الشتاء، ويبعد المكان ساعة تقريبا من مطار مسقط الدولي، ويفضل زيارته بسيارات الدفع الرباعي للتمتع أكثر بجمال المكان. ويتميز وادي شاب بجباله الشاهقة وجريان الماء على مدار العام وحسب كمية الأمطار وأشجاره الخضراء اليانعة.